# Dậy thì

1: Hormone kích thích nang phát triển - FSH
2: Hormone lutein hóa - LH
3: Hormone giới tính duy trì thai
4: Estrogen
5: Vùng não điều khiển (thân nhiệt, đói, khát,...)
6: Tuyến yên
7: Buồng trứng
8: Pregnancy - hCG (Human chorionic gonadotropin)
9: Testosterone
10: Tinh hoàn
11: Incentives
12: Prolactin - PRL

Dậy thì là quá trình thay đổi thể chất qua đó cơ thể của một đứa trẻ  thành một cơ thể trưởng thành có khả năng sinh sản hữu tính. Nó được bắt đầu bởi các tín hiệu nội tiết tố từ não đến tuyến sinh dục: buồng trứng ở con gái và tinh hoàn ở con trai. Để đáp ứng với các tín hiệu này, các tuyến sinh dục sản xuất hormone kích thích ham muốn , sự tăng trưởng, chức năng , sự biến đổi của não, xương, cơ, máu, da, tóc, vú và các cơ quan sinh dục. Tăng trưởng thể chất - chiều cao và khối lượng cơ thể tăng mạnh trong nửa đầu tuổi dậy thì , được hoàn thành khi cơ thể trưởng thành được phát triển hoàn toàn. Cho đến khi hoàn toàn trưởng thành về khả năng sinh sản, sự khác biệt về thể chất trước tuổi dậy thì giữa bé trai và bé gái là cơ quan sinh dục bên ngoài.
Trung bình, các bé gái bắt đầu dậy thì vào khoảng 10 - 11 tuổi và kết thúc dậy thì vào khoảng 15-17 tuổi; các bé trai bắt đầu khoảng 11-12 tuổi và kết thúc vào khoảng 16-17 tuổi. Cột mốc chính của tuổi dậy thì đối với nữ là khởi phát kinh nguyệt, xảy ra trung bình ở độ tuổi 12 đến 13. Đối với nam giới, xuất tinh đầu tiên xảy ra trung bình ở tuổi 13. Trong thế kỷ 21, độ tuổi trung bình mà trẻ em, đặc biệt là trẻ em gái đến tuổi dậy thì thấp hơn so với thế kỷ 19, khi đó là 15 đối với con gái và 16 tuổi đối với con trai. Điều này có thể là do bất kỳ yếu tố nào, bao gồm cải thiện dinh dưỡng dẫn đến tăng trưởng cơ thể nhanh chóng, tăng trọng lượng và lắng đọng chất béo, hoặc tiếp xúc với các chất gây rối loạn nội tiết như xenoestrogen, đôi khi có thể là do tiêu thụ thực phẩm hoặc các yếu tố môi trường khác. Tuổi dậy thì bắt đầu sớm hơn bình thường được gọi là dậy thì sớm và dậy thì muộn hơn bình thường được gọi là dậy thì muộn.
Đáng chú ý trong số các thay đổi hình thái về kích thước, hình dạng, thành phần và chức năng của cơ thể tuổi dậy thì là sự phát triển của các đặc điểm giới tính thứ cấp, "lấp đầy" cơ thể trẻ em; từ con gái thành phụ nữ, từ con trai thành đàn ông. Từ dậy thì từ mô tả những thay đổi về thể chất để trưởng thành tình dục, không phải là các thay đổi về tâm lý xã hội trưởng thành và văn hóa biểu hiện bằng từ phát triển vị thành niên (adolescent development) trong văn hóa phương Tây, trong đó thanh thiếu niên là thời kỳ quá độ tinh thần từ thời thơ ấu đến tuổi trưởng thành, mà chồng lấn nhiều với giai đoạn dậy thì của cơ thể.
Giáo dục giới tính toàn diện có thể góp phần giúp thanh thiếu niên hiểu rõ hơn về quá trình này.

## Sự khác biệt giữa nam và nữ ở tuổi dậy thì
Hai trong số những khác biệt đáng kể nhất giữa tuổi dậy thì ở trẻ gái và tuổi dậy thì ở trẻ trai là độ tuổi bắt đầu và các steroid sinh dục chính có liên quan, androgen và estrogen.
Mặc dù có một loạt các lứa tuổi bình thường, các bé gái thường bắt đầu dậy thì ở độ tuổi 10-11 và kết thúc dậy thì vào khoảng 15-17 tuổi; các cậu bé bắt đầu khoảng 12-14 tuổi và kết thúc vào khoảng 16-17 tuổi. Các bé gái đạt được sự trưởng thành về sinh sản khoảng bốn năm sau khi những thay đổi thể chất đầu tiên của tuổi dậy thì xuất hiện. Ngược lại, các cậu bé tăng tốc chậm hơn nhưng tiếp tục phát triển trong khoảng sáu năm sau những thay đổi về tuổi dậy thì có thể nhìn thấy lần đầu tiên. Bất kỳ sự tăng chiều cao nào ngoài độ tuổi sau tuổi dậy thì là không phổ biến.
Đối với con trai, testosterone androgen là hormone giới tính chính; Trong khi testosterone được sản xuất ra, tất cả các thay đổi của con trai được gọi là nam tính hóa. Một sản phẩm đáng kể của chuyển hóa testosterone ở nam giới là estradiol. Việc chuyển đổi testosterone thành estradiol phụ thuộc vào lượng mỡ trong cơ thể và nồng độ estradiol ở bé trai thường thấp hơn nhiều so với bé gái. Sự "bứt phá tăng trưởng" của nam giới cũng bắt đầu sau, tăng tốc chậm hơn, và kéo dài lâu hơn trước khi epiphyses trộn vào. Mặc dù con trai trung bình thấp hơn con gái 2 xentimét (0,8 in) trước khi bắt đầu dậy thì, nam giới trưởng thành trung bình cao hơn khoảng 13 xentimét (5,1 in) so với phụ nữ. Hầu hết sự khác biệt giới tính ở chiều cao trưởng thành này là do sự khởi phát muộn hơn của quá trình tăng trưởng và tiến triển chậm hơn để hoàn thành, kết quả trực tiếp của việc tăng và giảm estradiol ở nam giới muộn hơn nữ giới.
Hormone chi phối sự phát triển của phụ nữ là một estrogen gọi là estradiol. Trong khi estradiol thúc đẩy tăng trưởng của vú và tử cung, nó cũng là hormone chính thúc đẩy sự phát triển mạnh mẽ ở tuổi dậy thì và sự trưởng thành của đầu xương. Nồng độ Estradiol tăng sớm hơn và đạt mức cao hơn ở phụ nữ so với nam giới.
Sự trưởng thành nội tiết tố của phụ nữ phức tạp hơn đáng kể so với con trai. Các hormone steroid chính, testosterone, estradiol và progesterone cũng như prolactin đóng vai trò sinh lý quan trọng ở tuổi dậy thì. Sự hình thành tuyến sinh dục ở trẻ gái bắt đầu bằng việc sản xuất testosterone thường được chuyển đổi nhanh chóng thành estradiol bên trong buồng trứng. Tuy nhiên, tốc độ chuyển đổi từ testosterone thành estradiol (được thúc đẩy bởi cân bằng FSH/LH) trong giai đoạn dậy thì sớm mang tính cá nhân cao, dẫn đến mô hình phát triển rất đa dạng của các đặc điểm sinh dục thứ cấp. Sản xuất progesterone trong buồng trứng bắt đầu bằng sự phát triển chu kỳ rụng trứng ở trẻ gái (trong giai đoạn lutheal của chu kỳ), trước khi progesterone mức độ dậy thì thấp được sản xuất ở tuyến thượng thận của cả bé trai và bé gái.

## Những thay đổi trong tuổi dậy thì

### Đối với trẻ trai
Một số thay đổi ở tuổi dậy thì có thể thấy đó là vỡ giọng; giọng nói lúc này sẽ nghe to hơn rõ hơn và có độ trầm. Mọc lông mu là biểu hiện rõ nhất cùng với sự phát triển mạnh của tinh hoàn để sản xuất tinh trùng. Ngoài ra, dương vật cũng phát triển hơn. Tinh hoàn luôn duy trì ở nhiệt độ 32 độ C để đảm bảo tinh trùng được sản xuất bình thường.
Mụn trứng cá bắt đầu xuất hiện nhiều vì lúc này nội tiết tố hoạt động mạnh kích tuyến trên cơ mạnh hoạt động mạnh lên là nguyên nhân gây ra mụn trứng cá. Mồ hôi đổ nhiều hơn và có mùi trên một số bộ phận của cơ thể, có thể sẽ phải dùng các sản phẩm khử mùi.
Đau ở vùng ngực do bị ảnh hưởng của nội tiết tố đi qua, nhưng không phải ai cũng găp phải tình trạng này, tình trạng chỉ gặp trên một số người.
Chiều cao của nam giới sẽ cao thêm khoảng 8–12 cm trong 1-2 năm nếu có dinh dưỡng tốt.

### Đối với trẻ nữ
Dấu hiệu đầu tiên là ngực phát triển. Ngực nhú lên thành những cục nhỏ dưới núm vú, ở một hoặc cả hai bên. Những cục này có thể cứng và có kích thước khác nhau. Thời điểm này trẻ thường bắt đầu cao nhanh.
Sau khoảng 6 tháng, lông mu xuất hiện (mặc dù ở một số trẻ, mọc lông mu lại là biểu hiện đầu tiên của dậy thì), rồi đến lông nách.
Trong vài năm tiếp theo, ngực tiếp tục lớn lên, lông mu và cơ quan sinh dục ngoài tăng trưởng dần dần, dẫn tới kỳ kinh nguyệt đầu tiên. Thay đổi này thường xuất hiện vào 12,5-13 tuổi, khoảng 2 năm sau khi bắt đầu dậy thì.
Cơ thể tiếp tục phát triển và toàn bộ quá trình dậy thì hoàn tất sau 3-4 năm, với ngực, quầng vú và lông mu phát triển như ở người lớn.
Trong giai đoạn dậy thì, các bé gái thường cao trung bình 7–8 cm/năm, và đạt đỉnh điểm khi kỳ kinh đầu tiên xuất hiện. Trẻ thường dừng cao khoảng 2 năm sau khi có kinh.
Bé gái sẽ cao thêm khoảng 25–35 cm sau khi dậy thì.